# Pitchfork
Pitchfork (anteriormente Pitchfork Media) es una publicación musical en línea estadounidense (actualmente propiedad de Condé Nast) que fue lanzada en 1995 por el escritor Ryan Schreiber como un blog musical independiente. 
Schreiber puso en marcha Pitchfork mientras trabajaba en una tienda de discos en los suburbios de Mineápolis, y el sitio web se hizo famoso por su amplia cobertura de la música indie rock. Desde entonces se ha ampliado y cubre todo tipo de música, incluido el pop. Pitchfork fue vendida a Condé Nast en 2015, aunque Schreiber siguió siendo su editor jefe hasta que dejó la web en 2019. Inicialmente con sede en Minneapolis, Pitchfork se trasladó más tarde a Chicago y luego a Greenpoint, Brooklyn. Actualmente, sus oficinas se encuentran en el One World Trade Center junto a otras publicaciones de Condé Nast.
El sitio es más conocido por su producción diaria de reseñas musicales, pero también revisa regularmente reediciones y box sets. Desde 2016, publica cada domingo reseñas retrospectivas de clásicos y otros álbumes que no había reseñado anteriormente. El sitio publica listas de «lo mejor» —álbumes, canciones— y artículos anuales, así como retrospectivas cada año. Durante las décadas de 1990 y 2000, las reseñas del sitio —favorables o no— se consideraron ampliamente influyentes en la creación o la ruptura de carreras.

## Historia
En 1996, Ryan Schreiber, recién graduado de la escuela secundaria, influenciado por la cultura de los fanzines y sin experiencia previa en la escritura, creó el sitio web. Inicialmente llamado Turntable, el sitio se actualizaba mensualmente con entrevistas y críticas. En mayo de 1996, el sitio comenzó a publicar diariamente y pasó a llamarse Pitchfork, en alusión al tatuaje de Tony Montana en Scarface. Schreiber escribió la primera reseña del sitio web, de Pacer, de The Amps.
A principios de 1999, Schreiber trasladó Pitchfork a Chicago, Illinois. Para entonces, el sitio se había ampliado a cuatro reseñas diarias de álbumes completos, así como a entrevistas esporádicas, artículos y columnas. También había empezado a ganar adeptos por su amplia cobertura de la música underground y su estilo de redacción, que a menudo no se veía obstaculizado por las convenciones del periodismo. En octubre, el sitio añadió una sección diaria de noticias musicales.[cita requerida]
Pitchfork ha lanzado una serie de sitios web subsidiarios. Pitchfork.tv, un sitio web que muestra entrevistas, vídeos musicales y largometrajes, se lanzó en abril de 2008. En julio de 2010, Pitchfork anunció Altered Zones, un agregador de blogs dedicado a la música underground y do it yourself. El 21 de mayo de 2011, Pitchfork anunció una asociación con Kill Screen, en la que Pitchfork publicaría algunos de sus artículos. Altered Zones se cerró el 30 de noviembre. El 26 de diciembre de 2012, Pitchfork lanzó Nothing Major, un sitio web que cubría las artes visuales como las bellas artes y la fotografía. Nothing Major cerró en octubre de 2013. El 13 de octubre de 2015, Condé Nast anunció que había adquirido Pitchfork. Un aspecto clave de su imagen, Pitchfork era antes totalmente independiente, con sólo dos inversores: Schreiber y el presidente de Pitchfork, Chris Kaskie. Tras la venta, Schreiber siguió siendo redactor jefe.
El 13 de marzo de 2016, Pitchfork fue rediseñado. Según un post de anuncio durante el rediseño, dijeron:

La última vez que rediseñamos fue en otoño de 2011. Muchas cosas del mundo en línea han cambiado desde entonces. Esta iteración, que ha durado más de un año, lleva a Pitchfork a una nueva era, mejorando la funcionalidad e invitando a una exploración más profunda, al tiempo que simplifica la experiencia para facilitar la navegación, la búsqueda, la lectura, la escucha y la visualización.

En agosto de 2018, el editor ejecutivo de Pitchfork durante mucho tiempo, Mark Richardson, dejó su puesto. Comenzó a escribir para el sitio en 1998 y fue empleado a tiempo completo en 2007. El 18 de septiembre de 2018, el fundador Ryan Schreiber dejó de ser el principal editor del sitio. Fue sustituido por Puja Patel como editor jefe el 15 de octubre de 2018. El 8 de enero de 2019, Schreiber anunció que dejaría la empresa. En enero de 2019, Condé Nast anunció que pondría todas sus cabeceras, incluida Pitchfork, tras un muro de pago a finales de año, aunque no se produjo.

## Influencia

### Publicidad y popularidad de los artistas
Las opiniones de Pitchfork han cobrado mayor importancia cultural; algunos medios de comunicación consideran el sitio como un barómetro de la escena musical independiente, y las citas positivas de sus críticas se utilizan cada vez más en los comunicados de prensa y en la portada de los CD. ¡Algunas publicaciones han citado a Pitchfork por haber desempeñado un papel en la "ruptura" de artistas como Arcade Fire, Sufjan Stevens, Clap Your Hands Say Yeah, Interpol, The Go! Team, Junior Boys, The Books, Broken Social Scene, Cold War Kids, Wolf Parade, Tapes 'n Tapes, y Titus Andronicus aunque el verdadero impacto del sitio en su popularidad sigue siendo una fuente de debate frecuente. Su influencia en la formación de comunidades de artistas independientes ha dado lugar al término «El efecto Pitchfork». Spencer Kornhaber, de The Atlantic, describió a Pitchfork como «la publicación musical más influyente surgida en la era de Internet».
A la inversa, Pitchfork también se ha considerado una influencia negativa para algunos artistas independientes. Como se sugirió en un artículo de Washington Post de abril de 2006, las críticas de Pitchfork pueden tener una influencia significativa en la popularidad de un álbum, especialmente si sólo ha estado disponible para un público limitado o se ha publicado en un sello discográfico independiente. Una crítica despectiva de 0,0 sobre el álbum Travistan del exlíder de Dismemberment Plan, Travis Morrison, provocó una gran caída de las ventas y una lista negra virtual de radios universitarias. Por otro lado, «un respaldo de Pitchfork -que dispensa su aprobación una décima de punto cada vez, hasta un máximo de 10 puntos- es muy valioso, de hecho.»
Algunos ejemplos del impacto de Pitchfork son:
- Arcade Fire es uno de los grupos más citados por haberse beneficiado de una crítica de Pitchfork. En un artículo del Chicago Tribune de 2005, un empleado de Merge Records afirma: «Después de la crítica de Pitchfork, Funeral se dejó de imprimir durante una semana porque recibimos muchos pedidos del disco».[25]
- Bon Iver fue catapultado al éxito de la corriente principal y de la crítica después de una reseña de 2007 de Pitchfork sobre el álbum For Emma, Forever Ago.[26] Pitchfork fue la única publicación que incluyó el álbum en una lista de fin de año de 2007, mientras que más de dieciséis publicaciones populares incluyeron la reedición en sus listas de 2008. En el verano de 2011, Pitchfork señaló el álbum de Bon Iver autotitulado como «Mejor música nueva», y más tarde eligió el lanzamiento como el mejor álbum de 2011. La aclamación crítica de Bon Iver por parte de Pitchfork se considera en general que elevó al artista al éxito comercial principal, que culminó con su Premio Grammy al mejor artista nuevo y mejor álbum de música alternativa. Time nominó a Bon Iver como Persona del año en 2012, señalando la reseña de Pitchfork de 2007 como la «credibilidad indie» que «llevó al éxito mainstream».[27]
- El miembro de Clap Your Hands Say Yeah Lee Sargent ha hablado del impacto de la influencia de Pitchfork en su autotitulado álbum de debut, diciendo: «Lo que pasa con una publicación como Pitchfork es que ellos pueden decidir cuándo sucede. ¿Sabes lo que quiero decir? Pueden decir: 'Vamos a acelerar el proceso y esto va a suceder... ¡ahora! Y fue una patada en los pantalones para nosotros, porque perdimos el control de todo».[28]

### Tamaño y número de lectores
El 24 de octubre de 2003, Loren Jan Wilson, de Pitchformula.com, informó de que Pitchfork había publicado 5.575 reseñas de 158 autores diferentes, con una longitud media de poco más de 520 palabras. En conjunto, las reseñas contenían un total de 2.901.650 palabras. En 2007, acumulaban 170.000 lectores diarios.

## Críticas
En la década de 2000, el periodismo del sitio web favorecía la música independiente, privilegiando la lo-fi y, a menudo, el oscuro rock indie y dando sólo un tratamiento superficial a otros géneros musicales. El sitio web tenía fama de publicar las críticas antes de tiempo y de ser imprevisible, a menudo dependiendo en gran medida del crítico que escribiera. En un artículo publicado en 2006 en Slate, Matthew Shaer acusó a Pitchfork de escribir deliberadamente reseñas provocativas y contrarias para atraer la atención. El cinismo y el elitismo han sido puntos de crítica.
En esos años, el sitio web fue criticado en ocasiones por la calidad de sus escritos. Un artículo publicado en 2006 en City Pages señalaba la gran discreción que el sitio otorgaba a sus escritores, argumentando que estaba «poco editado» y que la prosa era a menudo «demasiado florida». Shaer señaló algunos ejemplos de «escritura verbosa e ilegible». En respuesta, Schreiber dijo a City Pages que «confío en los escritores para que den sus opiniones y en su propio estilo y presentación. Lo más importante para mí es que saben de lo que hablan y son perspicaces».
Una reseña de 2007 del álbum Kala de M.I.A. dijo erróneamente que Diplo había producido los temas, cuando él había producido 3 de los 11 temas y M.I.A. había producido el resto. Otro redactor de Pitchfork describió el error como una «perpetuación del mito de la Ingenua dirigida por hombres». M.I.A. y más tarde Björk argumentaron que esto formaba parte de un problema más amplio de los periodistas musicales que asumen que las cantantes femeninas no escriben ni producen su propia música.

### Música filtrada
En agosto de 2006, un directorio de los servidores de Pitchfork que contenía más de 300 álbumes se vio comprometido. Un internauta consiguió descubrir y descargar la colección, que incluía el álbum de The Decemberists, The Crane Wife y el de TV on the Radio, Return to Cookie Mountain, ambos filtrados en redes peer-to-peer. Supuestamente, uno de los álbumes del servidor, el de Joanna Newsom, Ys, no había estado disponible en las redes de intercambio de archivos.